# Sisyrinchium calathinum
Sisyrinchium calathinum är en irisväxtart som beskrevs av Pierfelice Ravenna. Sisyrinchium calathinum ingår i släktet gräsliljor, och familjen irisväxter.
Artens utbredningsområde är Paraguay. Inga underarter finns listade i Catalogue of Life.